# Polarkreise 18
Polarkreis 18 — німецький поп-гурт із Дрездена, Саксонія. Учасники групи зустрілися ще в школі, де вони сформували музичну групу «Майстер на всі руки» в 1998 році. У 2004 році вони перейменували свою групу на Polarkreis 18. Музичний стиль гурту можна охарактеризувати як поп та інді-рок.

## Альбоми
| Рік  | Назва              | Найвища позиція в чартах | Найвища позиція в чартах | Найвища позиція в чартах |
| Рік  | Назва              | DE                       | AT                       | CH                       |
| ---- | ------------------ | ------------------------ | ------------------------ | ------------------------ |
| 2007 | Polarkreis 18      | 96                       | -                        | -                        |
| 2008 | The Colour Of Snow | 14                       | -                        | 62                       |
| 2010 | Frei               | 73                       | -                        | -                        |